# Josefina Villanueva
Josefina Elisa Villanueva Arias (Durazno, Departamento de Durazno, Uruguay; 3 de febrero de 2000) es una futbolista uruguaya. Juega de guardameta en Nacional de Football de la Divisional A de Uruguay. Es internacional con la Selección de Uruguay.

## Trayectoria
Juega al fútbol desde los 4 años, inició compitiendo con varones. En su trayectoria en la liga tuvo paso por Colón desde 2014 a 2017, en Liverpool en 2018 y desde 2019 hasta 2020 integró el plantel de Progreso.
También integró la Selección femenina departamental de Durazno en el año 2012 y juega también al futsal, donde compitió en Nacional.

### Nacional
Llega al tricolor a principios de 2020 y en susodicho año firma su primer contrato profesional con El Bolso.

## Selección nacional
Desde 2018 forma parte a la Selección de Uruguay y debutó en 2019. Ha formado también parte la Selección Sub-20 y Sub-17.

## Estadísticas

### Clubes
| Club                 | País    | Año             |
| -------------------- | ------- | --------------- |
| Colón Fútbol Club    | Uruguay | 2014 - 2017     |
| Liverpool            | Uruguay | 2018 - 2019     |
| Progreso             | Uruguay | 2019 - 2020     |
| Nacional de Football | Uruguay | 2020 - presente |

### Fichas deportivas
- Ficha de Josefina Villanueva en FBref.com
- Ficha de Josefina Villanueva en Ceroacero
- Ficha de Josefina Villanueva en Soccerway
- Ficha de Josefina Villanueva soccerdonna.de

### Redes sociales
- Josefina Villanueva en Instagram
- Josefina Villanueva en Twitter
- Josefina Villanueva en Facebook

- Datos: Q74046652